# Estadio Internacional de Karbala
El Estadio Internacional de Karbala (en inglés: Karbala International Stadium) es un estadio multiusos ubicado en la llamada Ciudad Deportiva de Karbala (en árabe: مدينة كربلاء الرياضية‎, en inglés: Karbala Sports City) en Karbala, Irak. Se usa principalmente para partidos de fútbol de la liga local y partidos de la Selección de fútbol de Irak.
La construcción del Estadio Internacional Karbala comenzó en enero de 2013 y el costo total del proyecto fue de $ 100 000 000 financiados por el gobierno de Irak. Es un campo de fútbol con superficie de césped con un área total de 34 000 m². Puede acomodar hasta 30 000 espectadores y tiene otras instalaciones relacionadas con los deportes. Fue diseñado y construido por Bahadır Kul Arcitects.
El recinto abrió el público el 12 de mayo de 2016 en un partido de fútbol entre el club local Karbala FC y la Selección de Irak campeona de la Copa Asiática 2007, ante 30 mil espectadores, entre ellos el gobernador de Karbala y el ministro iraquí de Juventud y Deportes, el juego terminó 0–0. El 13 de noviembre de 2017, se celebró el primer partido amistoso internacional entre la Selección Iraki y la Selección de fútbol de Siria, el partido finalizó en un empate a 1–1.